# Whites (település)
Whites az Amerikai Egyesült Államok északnyugati részén, Washington állam Grays Harbor megyéjében elhelyezkedő önkormányzat nélküli település.
Whites postahivatala 1913 és 1949 között működött. A település névadója Allen White fűrészüzem-tulajdonos.

## Fordítás
- Ez a szócikk részben vagy egészben  a   Whites, Washington című angol Wikipédia-szócikk ezen változatának fordításán alapul.  Az eredeti cikk szerkesztőit annak laptörténete sorolja fel. Ez a jelzés csupán a megfogalmazás eredetét és a szerzői jogokat jelzi, nem szolgál a cikkben szereplő információk forrásmegjelöléseként.